# Tormásliget
Tormásliget – wieś na Węgrzech, w komitacie Vas, w powiecie Kőszeg, 6 km od Csepregu.
W 2014 była zamieszkiwana przez 305 osób, a w 2015 przez 302 osoby, natomiast w 2019 roku przez 290 osób.
Burmistrzem wsi jest Ferenc Mester Árpád.
W miejscowości znajduje się stacja kolejowa na trasie linii nr 15 z Sopronu do Szombathely.